# Mandragora autumnalis
Mandragora autumnalis är en potatisväxtart som beskrevs av Antonio Bertoloni. Mandragora autumnalis ingår i släktet Mandragora och familjen potatisväxter. Inga underarter finns listade i Catalogue of Life. För mer information se alruna.

## Bildgalleri

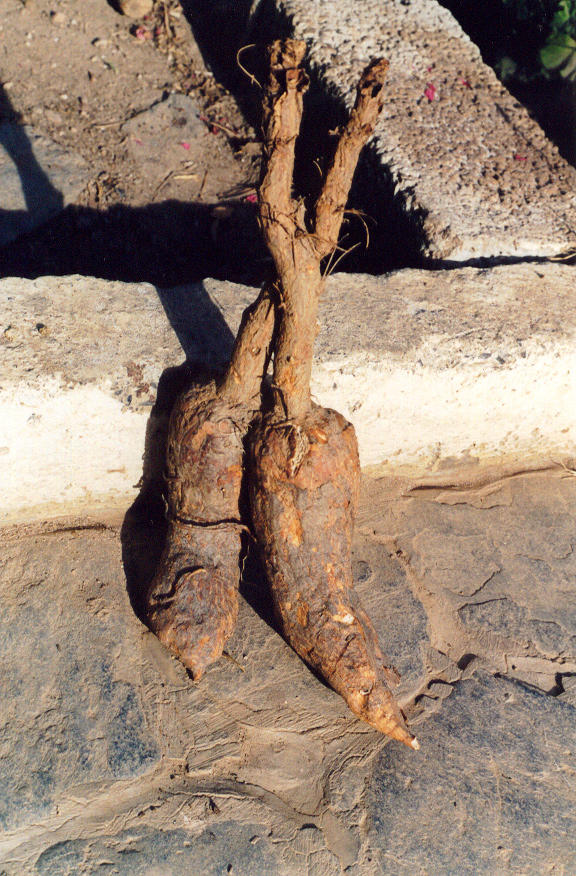
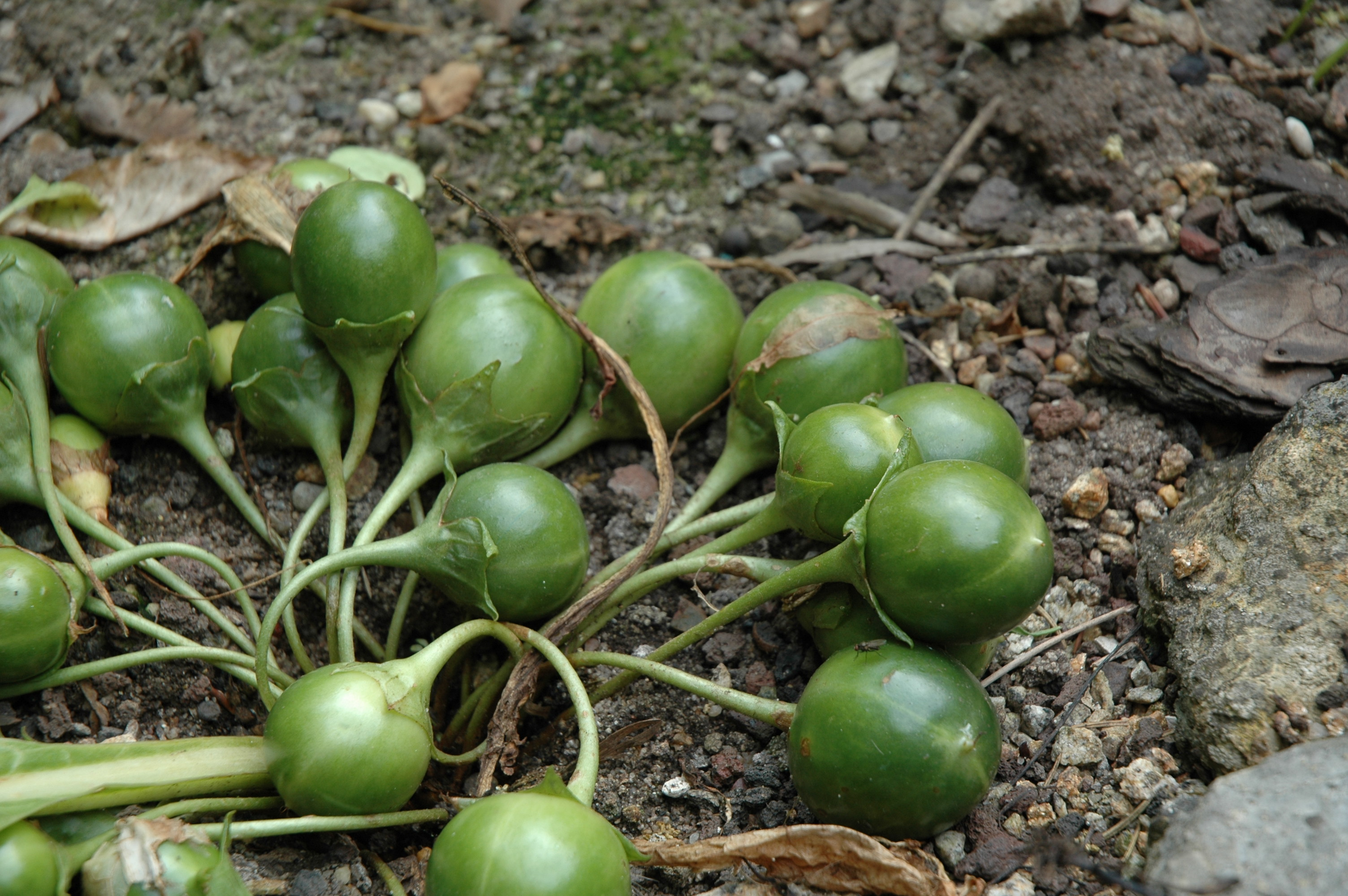